# Mercedes-Benz L 710
 (octobre 2023).
Le Mercedes-Benz L 710 est un camion à capot court à deux essieux de la marque Mercedes-Benz, construit dans l'usine Mercedes-Benz de Mannheim à partir de 1961. De 1961 à 1963, le véhicule s'appelait L 323. Le L 710 est le plus petit modèle de camion Mercedes-Benz à capot court, qui a également été construit en tant que véhicule à cabine sur moteur. Les modèles à traction intégrale, introduits plus tard, n'étaient livrés d'usine que sous forme de bennes ou de châssis, mais pas sous forme de camions à plateau.

## Aperçu du modèle
- L 710 : modèle de base, plateau, traction arrière
- LK 710 : benne, traction arrière
- LA 710 : châssis, transmission intégrale
- LAK 710 : benne, transmission intégrale
- LS 710 : tracteur, traction arrière
- LP 323 : cabine sur moteur, traction arrière
- LPS 323 : tracteur à cabine sur moteur, traction arrière

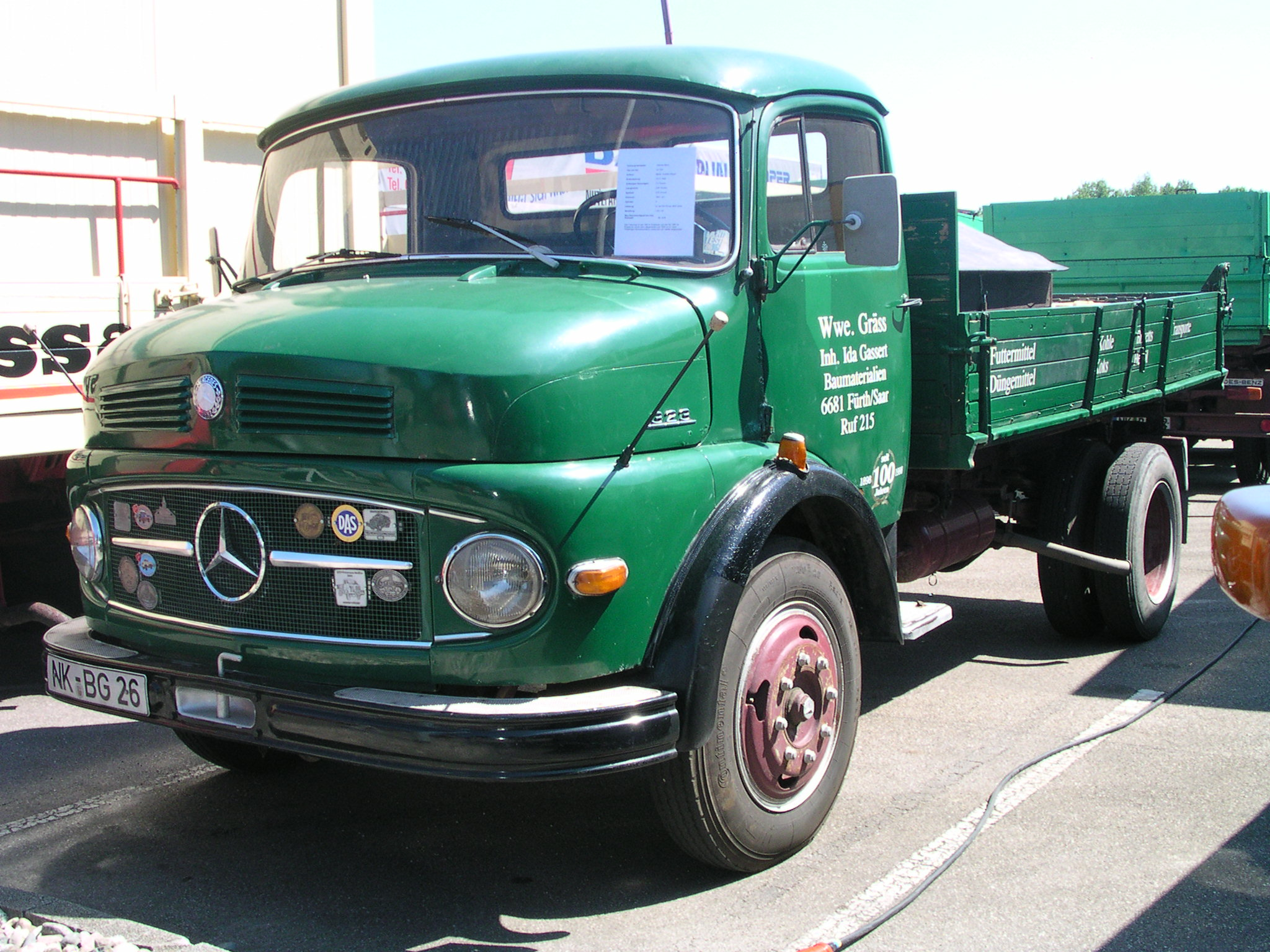
L 323
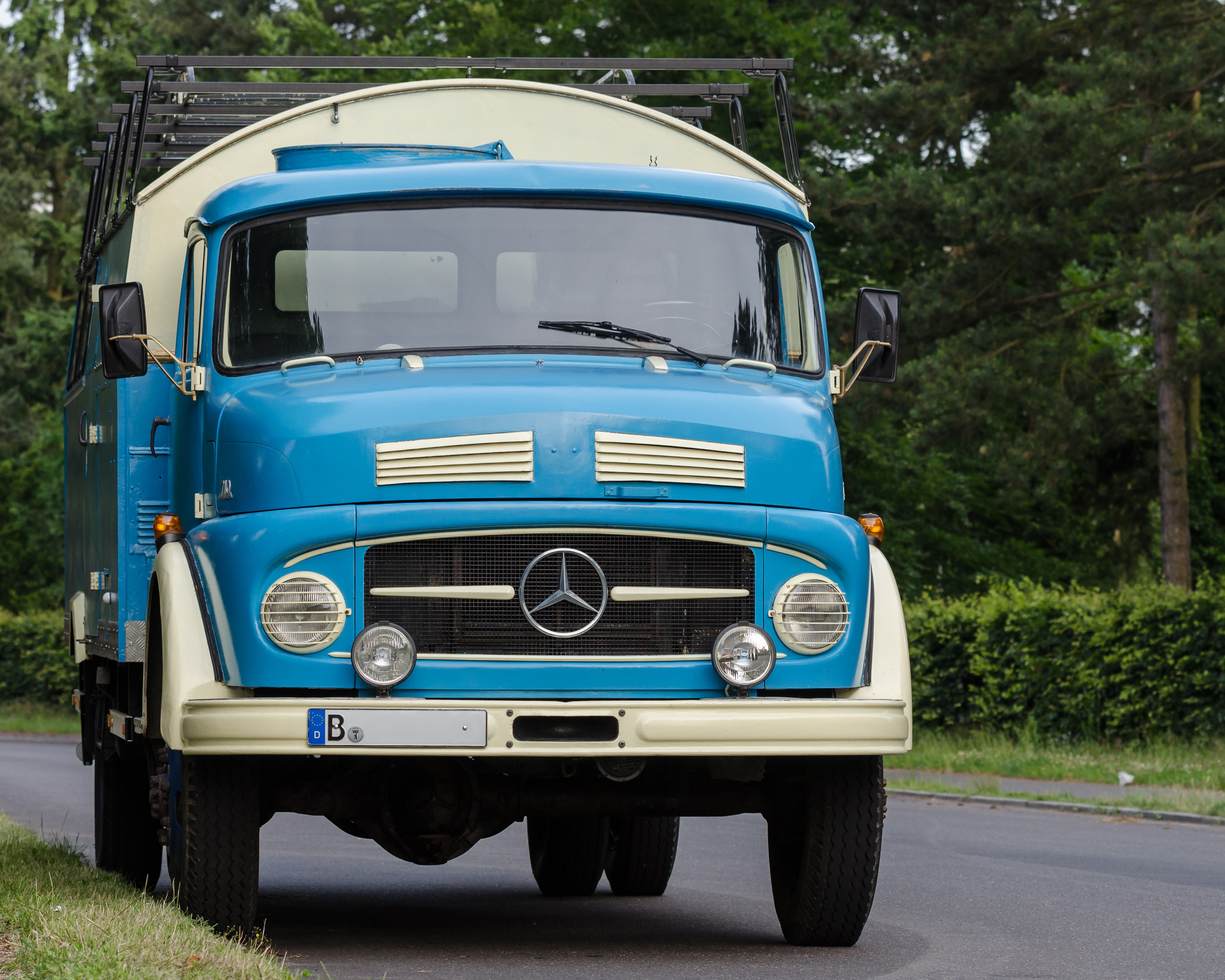
LA 710
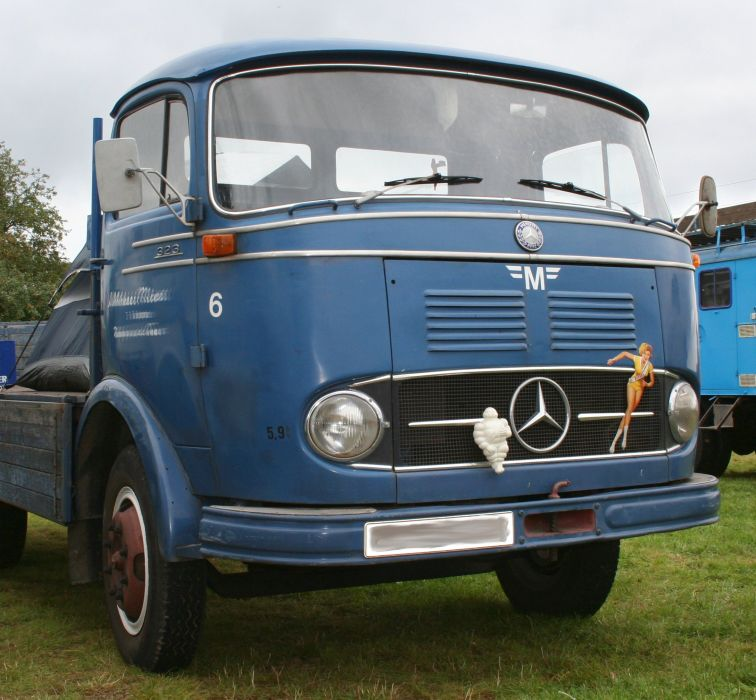
LP 323

## Technologie

### Châssis et transmission
Le L 710 est un camion à deux essieux avec un châssis en échelle et des essieux rigides à l'avant et à l'arrière. Quatre empattements différents étaient proposés, de 3 200 à 4 830 mm. Les essieux sont chacun suspendus à deux ressorts à lames semi-elliptiques; l'essieu arrière est également doté de deux ressorts supplémentaires à action progressive, tandis que l'essieu avant est également doté d'amortisseurs télescopiques. L'essieu avant est équipé de pneus simples, l'essieu arrière de pneus jumelés. Les roues sont des roues à disque en acier. Les pneus de taille 7,5-20 sont montés sur des jantes à épaulement divisé de taille 6,0-20. Outre Daimler-Benz, les fournisseurs du système de freinage étaient Bosch et Teves. Le système de freinage est un système de freinage hydraulique avec assistance au freinage pneumatique à chambre unique; la force de freinage agit sur des tambours de frein d'un diamètre de 400 mm sur les quatre roues. Le frein à main est mécanique et agit sur les freins des roues arrière. La direction est fabriquée par Daimler-Benz et est un système de direction à recirculation de billes avec un tirant non divisé. Tous les véhicules étaient disponibles avec conduite à gauche ou à droite.
La puissance est transférée depuis le moteur vers la transmission via un embrayage à sec monodisque Fichtel & Sachs H 32. La transmission est une boîte de vitesses de Daimler-Benz à cinq vitesses non synchronisée, verrouillée sur le moteur. Le levier de vitesses se situe à côté du siège conducteur. Plus tard, seule une transmission à cinq vitesses entièrement synchronisée était disponible. La puissance d'entraînement est transmise depuis la transmission via un arbre à cardan en deux parties vers un entraînement d'essieu à pignon conique à dents palloïdes, qui transmet la puissance à l'essieu arrière. Les modèles à transmission intégrale disposent de trois arbres de transmission comme élément de transmission de puissance.

### Moteurs

#### OM 312
Le moteur des premiers véhicules était l'OM 312 de Mercedes-Benz, un moteur Diesel six cylindres en ligne à quatre temps avec deux soupapes vertical, injection par préchambre et refroidissement à eau. Le bloc-cylindres en fonte grise alliée et le carter divisé sont constitués d'une seule pièce. Avec un alésage de cylindre de 90 mm et une course de piston de 120 mm, le moteur a une cylindrée totale de 4 580 cm³. Des pistons forgés en alliage léger de Mahle, chacun avec quatre segments de compression et deux segments racleurs d'huile, fonctionnent dans les cylindres. Le premier anneau de compression est chromé. La puissance est transmise via des bielles en acier trempé divisées en diagonale à section en double T vers un vilebrequin forgé à sept roulements et trempé aux points d'appui. Les bielles et le vilebrequin sont équipés de paliers lisses au plomb en bronze avec des coques de support en acier. Le vilebrequin est équipé d'amortisseurs de vibrations.
Un arbre à cames en acier trempé, monté sur quatre paliers lisses, circule dans le carter et est entraîné par des engrenages droits hélicoïdaux. Il actionne les soupapes suspendues via des tiges de poussee et des culbuteurs. Chaque cylindre possède une soupape d'admission et une soupape d'échappement. La culasse en fonte grise recouvrant tous les cylindres est dotée d'un joint de culasse contenant de l'amiante.
La lubrification par circulation sous pression fonctionne avec une pompe à huile à engrenages dans le carter d'huile et un filtre à huile dans le flux principal. Le carburant est nettoyé à travers un filtre à tube en feutre et injecté dans les antichambres à l'aide d'une pompe d'injection Bosch PES 6 A70 B 410 RS 64/7 via des buses d'injection Bosch DNO SD 211. La pompe d'injection est équipée d'un régulateur centrifuge. L'air est purifié à l'aide d'un filtre à air à bain d'huile, le tuyau d'admission est guidé par le haut à travers le couvre-culasse. Le moteur est refroidi par un refroidisseur tubulaire dont l'air chaud évacué est évacué par un ventilateur.

#### OM 352
Le moteur OM 312 a été remplacé par le moteur OM 352 en cours de production. L'OM 352 est également un moteur Diesel six cylindres en ligne à quatre temps avec deux soupapes et refroidissement à eau, la principale différence par rapport à l'OM 312, outre la cylindrée accrue, est l'injection directe dans l'évidement du piston. Le bloc-cylindres du moteur est en fonte molybdène-chrome alliée spéciale, le carter est en fonte grise alliée spéciale. Avec un alésage de cylindre de 97 mm et une course de piston de 128 mm, le moteur a une cylindrée totale de 5 675 cm³. Les pistons sont des pistons forgés en alliage léger de Mahle, chacun avec trois segments de compression et deux segments racleurs d'huile. La puissance est transmise via des bielles en acier trempé divisées en diagonale à section en double T vers un vilebrequin forgé à sept roulements et trempé aux points d'appui. La bielle et le vilebrequin sont équipés de roulements tri-matériaux avec coquilles de support en acier. Le vilebrequin est équipé de contrepoids et d'amortisseurs de vibrations.
Un arbre à cames en acier trempé circule dans le carter moteur, il est monté sur quatre paliers lisses et entraîné par le vilebrequin via des engrenages droits hélicoïdaux. Il actionne les soupapes suspendues via des tiges de poussée et des culbuteurs. Chaque cylindre possède une soupape d'admission et une soupape d'échappement. La culasse, qui recouvre tous les cylindres et fabriquée en fonte au molybdène et au chrome alliée spéciale, est scellée au bloc-cylindres avec un joint de culasse contenant de l'amiante.
La lubrification par circulation sous pression fonctionne avec une pompe à huile à engrenages dans le carter d'huile, un filtre à huile dans le flux principal et un filtre à huile dans le flux de dérivation. Le carburant est nettoyé à travers un filtre à tube en feutre et injecté dans les évidements du piston à l'aide d'une pompe d'injection Bosch PES 6 A70 C 410 RS 2085 via des buses d'injection Bosch DLLA 150 S 187. La pompe d'injection est équipée d'un régulateur de vitesse centrifuge. L'air est purifié à l'aide d'un filtre à air à bain d'huile. Le moteur est refroidi par un refroidisseur tubulaire dont l'air chaud évacué est évacué par un ventilateur.

## Production L 323
| Année           | 1961 | 1962 | 1963 | 1964 | 1965 | 1966 | 1967 | 1968 | 1969 | 1970 | total |
| --------------- | ---- | ---- | ---- | ---- | ---- | ---- | ---- | ---- | ---- | ---- | ----- |
| L 323 / L 710   | 1929 | 3549 | 5211 | 3988 | 4694 | 3929 | 2210 | 2357 | 2492 | 48   | 30407 |
| LA 323 / LA 710 | 34   | 147  | 112  | 630  | 199  | 226  | 169  | 223  | 282  | 1    | 2023  |
| LP 323 / LP 710 | 456  | 889  | 1197 | 1189 | 919  | 364  | 105  | 148  | 0    | 0    | 5267  |
| LAP 323         | 0    | 2    | 0    | 0    | 0    | 0    | 0    | 0    | 0    | 0    | 2     |